# اس‌ام‌اس کلبرگ
اس‌ام‌اس کلبرگ (به انگلیسی: SMS Kolberg) یک کشتی بود که طول آن ۱۳۰ متر (۴۲۶٫۵ فوت) بود. این کشتی در سال ۱۹۰۸ ساخته شد.